# 船の文化検定
船の文化検定（ふねのぶんかけんてい、通称：ふね検）は、一般財団法人日本海洋レジャー安全・振興協会船の文化検定委員会が主催している、船に関する知識を問う検定。

## 概要
船の歴史や文化、舟遊びや雑学に関する知識を問う検定試験。「船」にまつわる様々な文化や知識をできるだけ多くの人に知ってもらうことを目的としている。

## 開催
- 2008年（平成20年）9月28日に第1回が開催。

## 出題方式
- 初級、中級、上級があるが、全て四肢択一方式[2]。

## 検定試験の種類
- 初級 - 比較的初歩的な問題で、必ず最初に受検する必要がある。
- 中級・上級 - 初級に比べ専門的またはマニアックな問題が含まれる。

## 開催地
小樽市、新潟市、東京都、横浜市、名古屋市、神戸市、高松市、北九州市など
開催地にもよるが、横浜の氷川丸や帆船日本丸の船内などユニークなところで実施されている。

## 受験資格
- 初級 - 問わず。
- 中級・上級 - 初級合格者

### 出題ジャンル
初級問題、中・上級問題共に全50問で構成される。
1. 船の歴史（日本編、世界編） - 10問
2. 船の文化・慣習 - 10問
3. 船の仕組み - 10問
4. 船の運航 - 10問
5. 船の遊び（知識、題材） - 10問

### 問題集からの出題
検定試験問題の75%程度が問題集から出題される。

### 試験時間
1時間

## 合格基準および合格発表

### 合格基準
- 初級 - 初級問題で行い、正解率70%以上。
- 中級 - 正解率80%以上
- 上級 - 正解率90%以上。

なお、中級と上級は同一問題を使用して正解率によって区別される。

### 合格発表
検定日の約1か月後に、公式WEBサイトで合格発表を行われる。

### 特典など
合格の認定証と認定カードが贈られる。その他、地域ごとに施設割引券、遊覧船の無料乗船券や宿泊券など開催の都度、抽選などによる特典がある。